# Нечаев, Олег Михайлович
Оле́г Миха́йлович Неча́ев (25 июня 1971, Константиновка, Высокогорский район, Татарская АССР) — российский футболист, нападающий.
Воспитанник ДЮСШ «Трудовые резервы» и СДЮШОР «Рубин» (Казань).
В 1993 году перешёл из казанского «Рубина» в «Ротор». В составе волгоградского клуба стал серебряным призёром чемпионата России.
После ухода из «Ротора» играл за димитровградскую «Ладу». Составлял пару нападения с Алексеем Черновым.
Вернулся в «Рубин», но из-за разногласий с главным тренером Виктором Антиховичем покинул команду и перебрался в пермский «Амкар».
В 2002 году вернулся в Казань. В 2003 году забил свой 50-й мяч за «Рубин», с которым в тот год занял 3-е место в чемпионате России.
На тренерской работе — во второй и молодёжной командах «Рубина», казахстанском «Актобе», нижнекамском «Нефтехимике» и краснодарской «Кубани». С января 2023 года до конца сезона 2022/23 — в тренерском штабе Юрия Уткульбаева, затем — Рашида Рахимова, в «Рубине». В апреле 2024 года вновь вошёл в тренерский штаб «Кубани».

## Достижения
«Ротор»
- Серебряный призёр чемпионата России (1): 1993
- Финалист Кубка России (1): 1994/95

«Лада» (Димитровград)
- Победитель зоны «Центр» второго дивизиона России (1): 1996

«Рубин»
- Бронзовый призёр чемпионата России (1): 2003
- Победитель Первого дивизиона (1): 2002